# نوکومیس (آلاباما)
نوکومیس (به انگلیسی: Nokomis) یک منطقهٔ مسکونی در ایالات متحده آمریکا است که در شهرستان اسکامبیا، آلاباما واقع شده‌است. نوکومیس ۸۲٫۹۱ متر بالاتر از سطح دریا واقع شده‌است.